# مارسيل كاس
مارسيل كاس (بالهولندية: Marcel Cas)‏ (30 أبريل 1972 في هولندا - ) هو لاعب كرة قدم هولندي في مركز الوسط. لعب مع دين بوستش وشيفيلد يونايتد وغريمسبي تاون وفاينورد ونوتس كاونتي ونادي روسيندال ‏.

## وصلات خارجية
- مارسيل كاس على موقع قاعدة بيانات كرة القدم.إي يو (الإنجليزية)